# NGC 5645
NGC 5645 ist eine 12,2 mag helle Balkenspiralgalaxie vom Hubble-Typ SBcd im Sternbild Jungfrau und etwa 61 Millionen Lichtjahre von der Milchstraße entfernt. 
Sie wurde am 13. April 1784 von Wilhelm Herschel mit einem 18,7-Zoll-Spiegelteleskop entdeckt, der sie dabei mit „faint, pretty large, nearly round, easily resolvable“ beschrieb.